# Anatoli Naïman
Pour les articles homonymes, voir Naïman.
Anatoli Naïman (russe : Анато́лий Ге́нрихович На́йман, Anatoli Guenrikhovitch Naïman ; selon la romanisation anglaise : Anatoly Genrikhovich Naiman), né le 23 avril 1936 à Léningrad et mort le 21 janvier 2022 à Moscou, est un poète, traducteur, essayiste et écrivain soviétique puis russe.

## Biographie
Anatoli Naïman suit ses études secondaires à la Sankt-Petri-Schule (alors dénommée École 222) de Léningrad et sort diplômé de l'Institut de technologie (ru) de cette même ville en 1958.
En 1959, il devient l'un des proches d'Anna Akhmatova, et à partir de 1963 le co-auteur de ses traductions de Leopardi et son secrétaire littéraire.
Chez Akhmatova, il côtoie notamment Joseph Brodsky. À la fin des années 1960, Naïman est considéré, avec Joseph Brodsky, Dmitri Bobychev (ru) et Evgueni Reïn, comme l'un des quatre « orphelins d'Akhmatova ».
Il écrit de la poésie dès 1954, mais sous le régime soviétique ses poèmes ne circulent que sous samizdat. Il ne publie officiellement que des traductions : notamment du français médiéval, aussi bien de la langue d’oïl (Le Roman de Renard), que de l'occitan.
En 1970, il obtient une certaine notoriété comme auteur des chansons du film Le Garçon incroyable (ru) réalisé par Aleksandr Orlov (ru).
Il vivait et travaillait à Moscou.

## Publications

### en russe
poésies
- (ru) Стихотворения (Poèmes), Tenafly (New Jersey), Эрмитаж,‎ 1989, 96 p. avec une postface de Joseph Brodsky.
- (ru) Облака в конце века (Nuages à la fin du siècle), Tenafly (New Jersey), Эрмитаж,‎ 1993, 104 p. (ISBN 978-1-55779-069-9)
- (ru) Ритм руки (Rythme de la main), Moscou, Вагриус,‎ 2000, 128 p.
- (ru) Львы и гимнасты (Lions et Gymnastes), Moscou, Три квадрата,‎ 2002, 128 p. (lire en ligne)
- (ru) Софья (Sophie), Moscou, ОГИ,‎ 2002, 24 p. (ISBN 5-94282-009-0, lire en ligne)
- (ru) Незваные и избранные, Moscou, Книжный клуб 36,6,‎ 2012, 450 p.

proses
- (ru) Рассказы о Анне Ахматовой (Mémoires sur Anna Akhmatova),‎ 1989
- (ru) Б.Б. и др. (B.B. etc.),‎ 1997
- (ru) Сэр (Sir),‎ 2001
- (ru) Неприятный человек (Un homme désagréable), Эксмо,‎ 2003, 240 p. (ISBN 5-699-02241-4)
- (ru) Каблуков (Talons), Вагриус,‎ 2005, 496 p. (ISBN 5-9697-0048-7)

### traduites en français
- A. Neiman [sic] (trad. A. Barda), Anna Akhmatova, Payot, 1992, 320 p. (ISBN 978-2-228-88530-0)

## Source
- (ru) Cet article est partiellement ou en totalité issu de l’article de Wikipédia en russe intitulé « Найман, Анатолий Генрихович » (voir la liste des auteurs).